# Bâtonnet de poulet
Pour les articles homonymes, voir Bâtonnet (homonymie).
Ne doit pas être confondu avec Nugget de poulet ou Poulet frit.

Les bâtonnets de poulet (en anglais : chicken fingers), ou goujonettes de poulet, appelés aussi tenders de poulet (chicken tenders), sont une préparation culinaire à base de viande de poulet, généralement à partir des muscles pectoraux de l'animal.
Les bâtonnets de poulet sont préparés en enrobant la viande dans de la chapelure, avant d'être frits, d'une manière similaire à la préparation d'escalopes panées.
C'est une préparation courante aux États-Unis et elle se retrouve dans la restauration rapide.